# Gino Pallotti
Gino Pallotti (Bologna, 22 aprile 1920 – Bologna, 22 dicembre 2000) è stato un fumettista, vignettista e illustratore italiano.

## Biografia
Si appassiona al disegno fin da bambino, vincendo a sei anni un concorso riservato agli alunni delle scuole elementari sul tempa della battaglia del grano voluto da Benito Mussolini. Inizia a frequentare la Regia Scuola per le Industrie Artistiche ma dopo un anno è costretto dai genitori a prendere il diploma di tornitore e di disegnatore meccanico. Nonostante ciò si dedica ugualmente al disegno realizzando la sua prima storia a fumetti nel 1946, scritta da Alco d'Assan che viene pubblicata sul settimanale Giornale delle Avventure, edito dal Giornale dell'Emilia.
Dopo aver lavorato per diversi editori, nel 1948 inizia a collaborare con Il Resto del Carlino e con la testata sportiva Stadio realizzando caricature. Collabora anche con la rivista Petroniano per la quale realizza vignette umoristiche e, per alcuni anni, disegna per la moda e la pubblicità realizzando calendari e la serie Tarzan e l'elefante verde (1950/1953); nel 1951 inizia a collaborare anche con la Editrice Universo alle riviste Intrepido e Il Monello; dapprima riprende la serie Il Cavaliere ideale creata da A. Zulian e disegnata inizialmente da Alvaro Mairani, realizzandone le storie dal 1952 al 1959. Nel frattempo realizza anche numerose copertine e illustrazioni per romanzi a puntate publbicati su Intrepido e gli Albi dell'Intrepido. Passa, poi, al periodico Grand Hotel in qualità di illustratore dedicandosi all'illustrazioni di storie per cinque anni; dal 1974 fino agli anni ottanta collabora come vignettista con il Guerin Sportivo. Dal 1992 collabora con la Sergio Bonelli Editore disegna quattro albi della serie  Mister No (210, 211, 223, 224), due dei quali in collaborazione con Fabrizio Busticchi e Luana Paesani.

## Riconoscimenti
- Nel 2020, presso l'Aeroporto Guglielmo Marconi, è stata allestita una mostra inerente ai manifesti più celebri del Gran Premio di San Marino nella quale compare fra gli autori anche Pallotti.[9]